# الأطراف الرئيسة في حرب فلسطين 1948

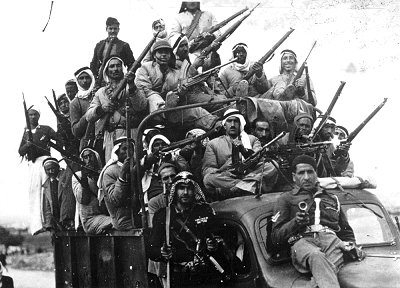
صورة للمتطوعين العرب في حرب 1948

في التاسع والعشرين من شهر نوفمبر عام 1947، قامت الجمعية العامة للأمم المتحدة بإجراء تصويت تمهيدا لإقرار خطة تقسيم فلسطين التي قدمتها لجنة الأمم المتحدة الخاصة بفلسطين بموافقة القوى العظمى الناشئة في أعقاب الحرب العالمية الثانية والمتمثلة في الولايات المتحدة الأمريكية والاتحاد السوفيتي.
ولم تلبث أن اندلعت الحرب الأهلية في فلسطين. وقد تعاملت السلطات البريطانية التي كانت تستعد حينئذ للانسحاب، بسلبية تامة مع المواجهات العنيفة المتزايدة بين المجتمع اليهودي الصهيوني والمجتمع العربي الفلسطيني. ومنذ نهاية يناير 1948، دخل متطوعون عرب إلى فلسطين تحت قيادة جامعة الدول العربية.
ثم اندلعت بعد ذلك حرب دولية فبعد الانسحاب البريطاني وإعلان استقلال إسرائيل، تدخلت في النزاع الجيوش العربية من الأردن، ومصر، والعراق، وسوريا، وواجهت القوات الإسرائيلية، ولاسيما حول القدس.
ونوضح في هذا المقال دوافع أطراف هذا الصراع وأهدافهم السياسية فضلا عن إمكاناتهم العسكرية حينئذ. ويعد كل ذلك المفتاح الأساس لفهم مجرى الأحداث وما آلت إليه.

## السياق التاريخي
شهدت فلسطين، منذ نهاية القرن التاسع عشر، هجرة يهود الشتات إليها المجتمعين في الحركة الصهيونية. وقد عدُّوا أن أراضي مملكة إسرائيل الوارد ذكرها في التوراة هي المكان الذي يستطيع فيه الشعب اليهودي تقرير مصيره والاحتماء من أعداء السامية.
وفي عام 1901، تم إنشاء الصندوق القومي اليهودي في بازل، أثناء انعقاد المؤتمر الصهيوني الخامس، وكانت مهمته شراء أراضِ في فلسطين وتنمية الدولة بها لتوطين اليهود.
وقد توالت هجرات اليهود إلى فلسطين (عليا) بشكل متزايد ففي نهاية القرن التاسع عشر، هاجر 10 آلاف يهودي إلى فلسطين، و 35 ألفا في الفترة بين عامي 1903 - 1914، و 35 ألفا آخرون بين عامي 1919 - 1923. وقد اعترض العرب الذين كانوا يشكلون الأغلبية في فلسطين على تلك الهجرة المتزايدة.
وفي عام 1914، دخلت كل من بريطانيا والدولة العثمانية في حرب في إطار الحرب العالمية الأولى.
وفي عام 1915، قطع المندوب السامي البريطاني في مصر، السير هنري مكماهون، وعدا للملك الحسين بن علي بالاستقلال وفرض السيطرة العربية على الأراضي التي سيتم تحريرها من سيطرة الأتراك. وفي عام 1917، أضفى وعد بلفور طابعا رسميا على تأييد الحكومة البريطانية لإنشاء وطن يهودي في فلسطين. وفي شهر ديسمبر من عام 1917، فرض الجنرال اللنبي سيطرته على القدس. وفي عام 1918، أنهت بريطانيا فترة حكمها في فلسطين وهُزم الجيش العثماني.
وقد اندلعت أول أعمال العنف خلال عامي 1920 - 1921، أثناء أعمال الشغب في القدس والاضطرابات في يافا.
وفي الثاني والعشرين من يوليو عام 1922، عهدت عصبة الأمم إلى بريطانيا بفترة انتدابية في فلسطين. وفي شهر سبتمبر أنشأت بريطانيا إمارة شرق الأردن على الضفة الشرقية لنهر الأردن. واكتسبت المنطقة أهمية إستراتيجية بالنسبة لبريطانيا العظمى التي كانت تسيطر كذلك على العراق وتتواجد في مصر والمملكة العربية السعودية.
ومنذ نهاية العشرينيات، ازدادت معدلات الهجرة بكثافة مع وصول اليهود الهاربين من الاضطهاد في أوروبا. ففي الفترة ما بين عامي 1924 - 1928، وصل 80000 مهاجر جديد، وقد بلغ عددهم 180000 مهاجر حتى عام 1939. وقد نشبت صراعات عديدة بين اليهود والعرب، تمثلت على وجه الخصوص في اضطرابات عام 1929 التي أسفرت عن مقتل 133 شخصًا من اليهود و 116 من العرب، والانتفاضة الكبرى في الفترة من عام 1936 إلى عام 1939 التي بدأ فيها العرب اضرابا عاما أودى بحياة أكثر من 5000 عربي و 500 يهودي، واسفرت كذلك عن القبض على معظم القادة السياسيين الفلسطينين أو نفيهم أو قتلهم.
وجراء تلك الانتفاضة، ارتأت بريطانيا في البداية تقسيم الأراضي بين الشعبين اليهودي والعربي. وتم إنشاء لجنة مختصة لذلك برئاسة بيل. وقد توصلت أعمال تلك اللجنة إلى خطة للتقسيم في عام 1937، ولكنها لم تنفذ في نهاية الأمر. وقد استبدلتها بريطانيا عام 1939، بالكتاب الأبيض الثالث الذي تخلى عن فكرة تقسيم الأراضي الخاضعة للانتداب لصالح قيام دولة فلسطينية مستقلة يحكمها العرب واليهود، وكان يحد بشكل تعسفي من الهجرة اليهودية لفلسطين.
وفي عام 1945, كان يعيش في فلسطين حوالى 600000 يهودي في مقابل 1200000 عربي بينما كان هناك 250000 يهودي ناج من الهولوكوست ينتظرون في مخيمات اللاجئين في أوروبا وقبرص.
وفي الفترة ما بين عامي 1945-1947، تم اقتراح العديد من الخطط لإيجاد حل لمشكلة فلسطين. فعلى الصعيد المحلي، اتخذ ممثلو اليهود والعرب مواقفَ قومية متعارضة، ورفض الطرفان فكرة قيام دولة ثنائية القومية. أما المواقف الدولية فلم تكن أكثر توافقا ففي يوليو 1946، اقترح التقرير البريطاني الذي أعده مريسون وجريدي خطة لتقسيم فلسطين إلى مقاطعات تتمتع بالحكم الذاتي ويتم تكليف سلطة منتدبة بإدارة المصالح المشتركة فيها. وفي الرابع من أكتوبر، أصدر الرئيس ترومان إعلانا في صالح تقسيم فلسطين بين اليهود والعرب. وفي فبراير 1947، اقترح وزير الخارجية البريطاني ارنيست بيفن هجرة يهودية حرة في مقابل استقلال فلسطين خلال مهلة لا تتجاوز خمس سنوات. وردا على ذلك، قدم الصهونيون مشروع التقسيم الخاص بهم فيما طالب العرب بالاستقلال الفوري لفلسطين.
وفي الثامن عشر من فبراير 1947، أعلن ارنست بيفن إحالة الملف رسميا إلى الأمم المتحدة نظرا لعدم قدرته على إيجاد حل للاضطرابات في البلاد. وفي الثامن و العشرين من ابريل، أوكلت الامم المتحدة مهمة دراسة المشكلة إلى لجنة مختصة وهي لجنة الأمم المتحدة الخاصة بفلسطين التي سلمت تقريرها في نهاية أغسطس.
وفي التاسع و العشرين من نوفمبر 1947، وافقت الجمعية العامة للأمم المتحدة على خطة تقسيم فلسطين الخاضعة للانتداب البريطاني إلى دولتين إحداهما يهودية والأخرى عربية، وقد عُدّت مدينة القدس مدينة ذات صفة دولية. وقد حظيت تلك الخطة بموافقة اليهود الذين كانوا يناضلون من أجل تحقيق ذلك بينما رفضها عرب فلسطين وباقي الدول العربية التي طالبت باقامة دولة عربية مستقلة على أراضي فلسطين كلها.

## تمركز السلطة داخل المجتمع اليهودي في فلسطين (اليشوڤ) بين يدي دافيد بن غوريون

### سياسة اليشوڤ

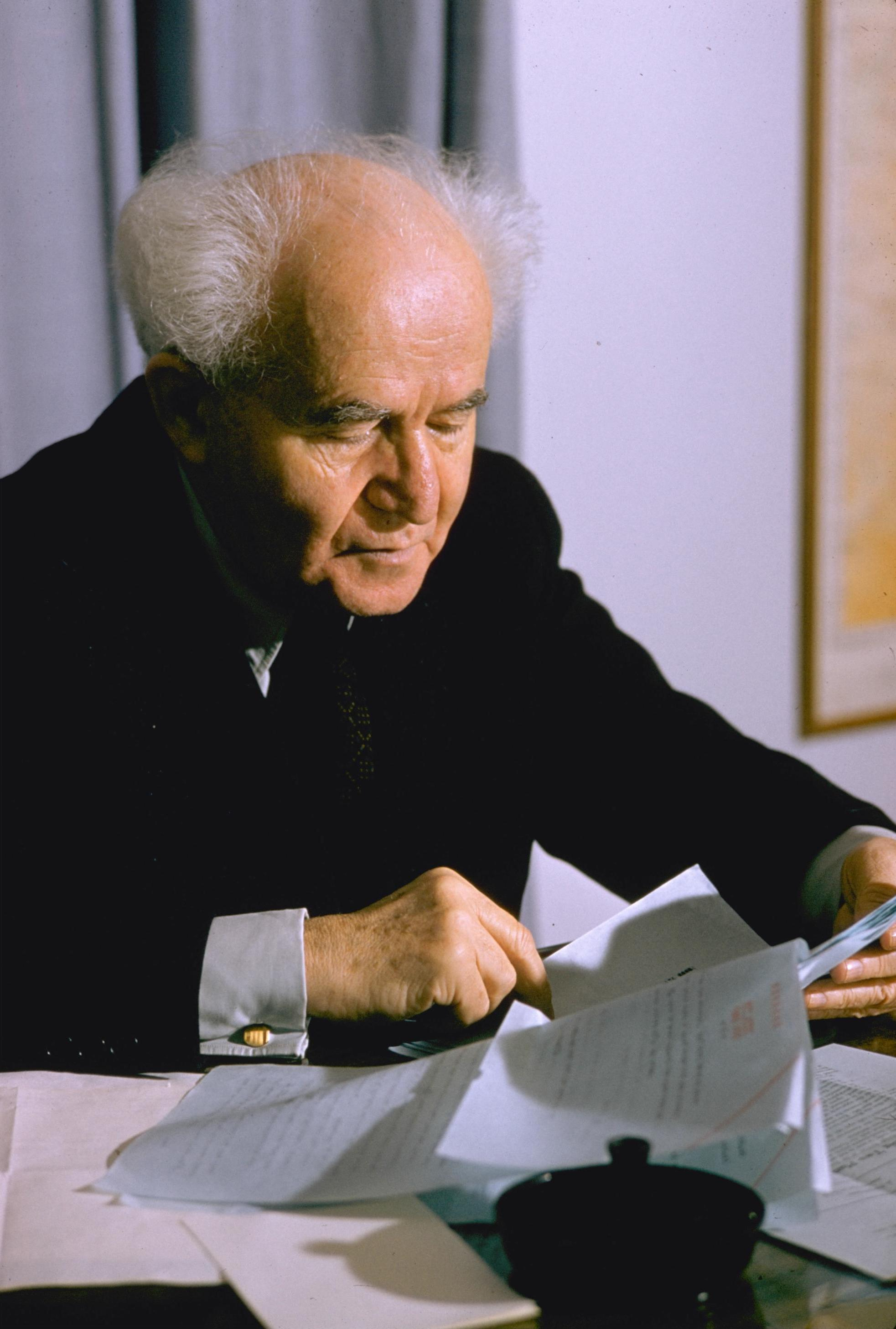
دافيد بن غوريون

#### البناء الهيكلي
منذ نهاية الثلاثينيات، وضع المجتمع اليهودي في فلسطين (المعروف باليشوڤ) هيكلاً سياسيًا قويًا وفعالاً، يخضع فيه كل من الممارسات والقادة للمبادئ الديمقراطية.
وباستثناء تيار اليمين القومي المتمثل في الحزب الصهيوني التصحيحي، تمثلت أغلب الأحزاب الصهيونية في منظمتين قياديتين رئيستين: الوكالة اليهودية في فلسطين، والمنظمة الصهيونية العالمية، على الصعيد الدولي.
وكان التيار اليساري الصهيوني المتمثل في حزب الماباي بقيادة دافيد بن غوريون
 يشكل أغلبية داخل المنظمتين، وذلك بالتحالف مع أتباع التيار الوسطي المتمثل في تيار الصهيونية العامة بقيادة حاييم وايزمان.
وفي نوفمبر 1947، تركزت سلطة اتخاذ القرار بأكملها في يد لجنتين يرأسهما دافيد بن غوريون
 واحدة عسكرية والأخرى سياسية؛ وذلك بعد أن تم نقل سلطة اللجنة التنفيذية القومية إليهما.
وكانت منظمة الإرجون التابعة لمناحم بيجن وكذلك منظمة ليحي التابعة لإسحاق شامير، منظمتين مسلحتين سريتين تنتميان لتيار اليمين القومي. وة قد احتفظتا باستقلالهما عن الوكالة اليهودية، وبالحق في شراء أسلحة من جانبهما؛ ولكنهما كانتا «تخضعان لسيطرة بن جوريون». وكانت السلطات البريطانية
 تعتبر تلك المنظمات إرهابية. وقد انفصلت الوكالة اليهودية عنهما مع التغاضي عن أنشطتهما.

#### الأهداف
كان يجمع اليشوڤ بشكل عام هدفًا مشتركًا يوحد الأغلبية العظمى من الشعب اليهودي في فلسطين ويهود الشتات؛ وهو إقامة دولة يهودية. ومع ذلك، فقد كان هناك بعض الخلافات بشأن حدود تلك الدولة. فكان ديفيد بن جوريون يرى أن الهدف الأهم هو إقامة دولة لليهود، أما مسألة الحدود في البداية، فكانت أقل أهمية، وبمجرد أن يتم إقامة تلك الدولة وتنظيمها وتسليحها، سيمكن من ثم توسيعها إذا لزم الأمر.
بيد أن اليمين الصهيوني لم يوافق على هذه الرؤية حيث رفض إنشاء إمارة شرق الأردن وأعتبر أن التواجد الصهيوني فيها هو حقٌ قد انتُزع منه عقب استقلالها في عام 1922.
أما القدس فهي محل جدل آخر، حيث منحت خطة التقسيم هذه المدينة صفة دولية ولم تُضَم أراضيها للدولة العربية أو للدولة اليهودية وذلك لأهميتها العظمى؛ فهي تمثل المدينة المقدسة الأولى في اليهودية وتحتفظ بطابع رمزي جوهري ليهود الشتات منذ التهجير الجماعي والإجباري لهم خارج فلسطين قبل ألفيّ عام. حتى أن كلمة الصهيونية يرجع أصلها إلى «كلمة صهيون» وهو اسم أحد التلال في القدس. إلا أن هذه المدينة تعد كذلك مدينة مقدسة في الديانتين الإسلامية والمسيحية مما يكسب الدولة التي تحكمها شيئا من الهيبة.
ومن الناحية الإستراتيجية، تتكون القدس من مجتمع يهودي يضم حوالي مائة ألف شخص، أي سدس عدد سكان اليشوف.
و في المقابل، تحاط القدس بالكامل بالضواحي العربية مما يعزلها عن باقي المجتمع اليهودي الذي يتركز في السهل الساحلي بين تل أبيب وحيفا وكذلك في منطقة الجليل.
ويعد حكم المدينة أحد تحديات الحرب الكبرى حيث تدور بها المعارك الأكثر حدة.
ويبلغ عدد سكان القدس مليونًا ومائتي ألف عربي، مقابل ستمائة ألف يهودي، مما يجعل مسألة إقامة دولة يهودية مشكلة ديموغرافية. ومن ثم فإن بقاء بل وجود دولة يهودية تضم أغلبية أو حتى أقلية ملحوظة من العرب بات مهددا.
وإذا كان ذلك بسبب الهجرة اليهودية الممثلة بصفة خاصة في ال 250,000 يهودي المقيمين داخل معسكرات اللاجئين في أوروبا وقبرص بالإضافة إلى ال 80,000 من يهود الشتات المقيمين في الدول العربية، فإن محاولة ترحيل الشعب العربي الفلسطيني خارج الدولة اليهودية أصبح محور الجدل الدائر بين السلطات الصهيونية منذ عدة سنوات. وقد أثار الجدل القائم بين المؤرخين احتمالية أن يؤدي هذا الأمر إلى تبني سياسة الترحيل التي تم التخطيط لها منذ وقت طويل. وقد تم تناول هذا الجدل في المقال الخاص بنزوح الفلسطينيين.

### القوات العسكرية وشبه العسكرية

#### التنظيم
تحول تنظيم ميليشيات الهاجاناه ليشبه تنظيم الجيش الحقيقي. فمنذ نوفمبر 1947، كانت منظمة الهاجاناه تخضع للقيادة العسكرية التي تتمثل في مجلس قيادة (هاميفكادا هارزيت) ويرأسه يعقوب دوري ومعاونه يجائيل يادين (وهو في الحقيقة القائد العام الفعلي). كما أن قيادة المجلس نفسها كانت تخضع للسلطة المباشرة لحكومة ديفيد بن جوريون. وفي نوفمبر 1947، كانت منظمة الهاجاناه قوة شبة عسكرية غير معلنة. وتكونت من قوة متنقلة، وهي الهيش، والتي كانت تضم ألفي رجل وعشرة آلاف جندي احتياط (تتراوح أعمارهم بين 18 و 25 عاما) بالإضافة إلى قوة النخبة، وهي البلماح، والتي كانت تتكون من 2100 رجل و 1000 جندي احتياط. وكان جنود الاحتياط يمارسون تدريباً لمدة تتراوح بين ثلاثة أو أربعة أيام شهريا ثم يعودون بعد ذلك إلى الحياة المدنية.
وكانت هذه القوات المتنقلة تستطيع أن تعتمد على قوة من الحامية العسكرية و (الهيم) ليبلغ عدد أفرادها 20,000 رجل، تزيد أعمارهم عن خمسة وعشرين عاماً؛ كما تعتمد على قوة أخرى (الجاندا) التي تضم 9,500 شاب تتراوح أعمارهم مابين 14 و 17 عاماً.
وتتكون الهاجاناه من (قوة بحرية) وهي الباليام والتي تضم أكثر من 350 رجل.
وقد تزود المجتمع اليهودي (اليشوڤ) بجهازين للأستخبارات: مخابرات داخلية (الشاي) التي يرأسها ديفيد شألتئيل وايزر بيري وملحق بها قسمها العربي الذي أسسه عذرا دانين؛ ومخابرات خارجية (دعت/أ) ولها قسم عربي ويرأسها جوشوا بالمون.

#### مستوى القوات
«تبدو قائمة (القوات) مضللة من الناحية العملية، وذلك لأنه لا يوجد سوى قوة البالماح التي تضم العديد من المجندين المدربين ذوي الخبرة؛ مما يجعلاها قادرة على أداء مهام أخرى غير الحماية التقليدية للمستوطنات».
وقد كانت هناك نسبة كبيرة من أعضاء البالمح والهاجاناه من المحاربين القدامى الذين خدموا في الجيش البريطاني في لواء اليهودية الذي يضم 28000 جندي أو كانوا من بين ال 20000 رجل الذين خدموا في الشرطة أو في الوحدات المنتدبة مثل النوتريم (متضمنة بعض وحدات النخبة) أو الفوش أو الهيش.
وعلى الرغم من أن بعض أعضاء الهاجاناه يتمتعون بالخبرة في الجيوش الحديثة، فإن الهاجاناه نظرا لطبيعتها السرية لم تقم بعمليات واسعة النطاق، حتى وإن كانت ضرورية في وقت الحرب. وكانت السرية هي أكبر وحداتها التكتيكية، وأكبر وحداتها في قسم العمليات هي الفصيلة. وفي نهاية عام 1947 لم يكن للهاجاناه سوى كتيبة مشاة واحدة.
أماالبلماح فهو أحد وحدات النخبة التي تتكون من القوات الخاصة وتكمن مهمتها الرئيسة في الحفاظ على سكان الكيبوتس متقدمين ومنعزلين، كما كان الحال في منطقة الجليل، وعلى طول الحدود السورية، وحول القدس (كفارأتسيون)، وفي النقب. ويعد استخدام هذه الوحدات جزءًا من سياسة بن جوريون التي تحظر التخلي عن أي أرضٍ تخضع لسيطرة اليهود.

#### إرجون والليحي
يحتفظ الإرجون والليحي باستقلالهما العسكري ولكنهما يبقيان اتصالات غير رسمية مع الهاجاناه ويجمعهم هدف إقامة الدولة اليهودية. ويتراوح عدد مقاتلى الإرجون ما بين 2000 إلى 4000 مقاتل، والليحى ما بين 500 و 800 مقاتل.
وقد شنت الإرجون حملة من الهجمات ضد المدنيين العرب بين عامي 1937 و1939 قبل قراراوقف إطلاق النار في عام 1940، إلا أن فصيل من الإرغون رفض وقف إطلاق النار وأنشأ ليحى التي أستهدفت هجماتها البريطانيين. وفي فبراير 1944، أنهت الإرجون وقف إطلاق النار وشنت هجمات ضد البريطانيين، واستمرت حملة المنظمتين حتى عام 1947، مما يفسر جزئيا الانسحاب البريطاني من فلسطين.
وفي الفترة التي تمتد من نوفمبر 1947 وحتى حل المنظمتين (مايو-يونيو 1948)، استأنف كل من ليحي والإرجون هجماتهما ضد المدنيين العرب. وعلى الرغم من أن البريطانيين كانوا في مرحلة الانسحاب، فقد استمرت عمليات الإرجون المنتظمة ضدهم لإتهامهم بمحاباة العرب.

### التسليح والعتاد

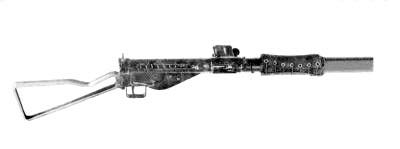
رشاش ستين

كانت القوات اليهودية غير الشرعية تفتقر إلى التسليح والعتاد وذلك لأن سلطات الانتداب كانت تعارض وجود أي ميلشيات مسلحة في الأراضي الخاضعة لها. وفي إطار حفظ النظام، كان البريطانيون يقومون بشن حملات تفتيش منتظمة بطول الطرق وفي المستوطنات اليهودية. وكان يتم مصادرة كل الأسلحة التي يتم ضبطها. وقد ترتب على ذلك أن أصبح سيئا للغاية وباتت لا تملك سوى أسلحة خفيفة وعربات مدرعة يدوية الصنع.
وفي إبريل عام 1947، كانت مخازن الهاجاناه، تحتوي بالضبط على 10073 بندقية، و1900 مدفع رشاش، و444 رشاش خفيف، و186 رشاش متوسط، و676 هاون 2 بوصة، و96 مدفع هاون 3 بوصة، و93738 قنبلة يدوية، و4896603 خرطوش؛ ما من رشاشات ثقيلة أو مدافع وبالطبع ما من دبابات أو طائرات أو سفن حربية" ·  · . وكان مخزن الأسلحة هذا سريا؛ فقد كان حمل السلاح جريمة عقوبتها الإعدام وذلك بالتوازي مع عدد المقاتلين المتاحين: حوالي 35000 مقاتل. وعملياً، كان بين كل ثلاثة مقاتلين يوجد مسلح واحد، وكانت هذه النسبة ترتفع لتصل إلى مسلحين بين كل ثلاثة مقاتلين في بلماح.
ومع ذلك، فقد نظم المجتمع اليهودي في فلسطين (يشوب) نفسه لسد هذه الثغرات. ومنذ نهاية الحرب العالمية الثانية، تم إنشاء العديد من الورش السرية لتصنيع الأسلحة في أراضي الانتداب. وفي الفترة ما بين أكتوبر 1947 ويوليو 1948، أنتجت هذة الورش أكثر من ثلاثة ملايين خرطوش، ومائة وخمسين ألفا قنبلة يدوية، وستة عشر ألف مدفع رشاش، ومائتين وعشرة مدفع هاون 3 بوصة.
ولم يفتقر اليهود للجرأة أيضًا. فقد قامت قوات الهاجاناه بقيادة يهوذا أرازي، العضو السابق في شرطة الانتداب في فلسطين، بسرقة قوافل ذخيرة، وخزائن أسلحة بريطانية. وقد رصدت السلطات البريطانية جائزة تقدر ب2000 جنيه استرليني لقاء القبض على يهوذا أزاري حيا أو ميتا.
وكان يهوذا أرازي يشتري أيضًا الأسلحة من أوروبا. ولكي يتمكن من نقلها إلى فلسطين، كان يستخدم كغطاء مصنع المعدات الزراعية الذي كان قد أعاد شراءه في وارسو. وفي الفترة ما بين عامي 1945 و1948، استطاع أن يدخل إلى فلسطين ما يقرب من 3000 بندقية، و226 رشاش، و10000 قنبلة يدوية، وثلاثة ملايين خرطوش، والمئات من قذائف الهاون، وثلاث طائرات سياحية.
وهناك قصتان توضحان سبب ضعف تسليح اليشوڤ:
- ذات مرة، قام زوجان مزيفان من منظمة الإرجون بتجريد جنود بريطانيين من أسلحتهم كانوا قد اخطأوا بالتجول بمفردهم في القدس. وقد تم بذلك جمع ما يقرب من 80 مسدس[29]؛
- وذات ليلة، تم سرقة وتقطيع اثنين من المدافع التركية القديمة كان قد تم تخزينهما في نادي مينورا في القدس. وقد استخدمهما ديفيد ليبوفيتش، وهو مهندس زراعي من أصل سيبيري، لتصنيع أول أسلحة ثقيلة للهاجاناه وهي أسلحة ديفيدكا.[30]

وبدءا من عام 1947، تزودت قوات الهاجاناه بأسلحة، وذخائر، والقليل من الأسلحة الثقيلة (بعض الطائرات على وجه الخصوص) التي خلفتها الحرب العالمية الثانية في أوروبا وأمريكا الشمالية. وبدأت بعد ذلك الإمدادات تزداد بشكل أكبر بكثير (انظر القسم المتعلق بمشكلة المعدات العسكرية).

## انقسام داخل المعسكر العربي
انقسم المعسكران الفلسطيني والعربي بسبب تضارب المصالح الذي تفاقم على الأقل بسبب انعدام الثقة بل العداوة المعلنة بينهما؛ «التي جعلتهما غير قادرين على بذل جهد متفق عليه لتحقيق التنظيم الداخلي». ولقد لخص المؤرخ الإسرائيلي بابي هذا الوضع في بضع كلمات قائلا: «(...) ليس من المثير للاهتمام على الإطلاق التركيز على التفاصيل الدقيقة لخلافاتهم. (...) ولكن لم يكن باستطاعتهم القيام بشيء يُذكر لإنقاذ الفلسطينيين من الكارثة التي سيسوقهم إليها غرور السياسيين الذي يقابله عدم كفاءة الجنرالات».
وقد ترتب على هذا الوضع أن تشكلت ثلاثة فصائل رئيسة في المعسكر العربي:
- الفصائل الفلسطينية الممثلة في اللجنة العربية العليا؛
- الفصائل العربية المؤيدة للحركة الهاشمية التي تشمل الأردن والعراق؛
- الفصائل العربية المناهضة للحركة الهاشمية وتشمل مصر، وسوريا، والمملكة العربية السعودية، ولبنان؛

أما الجامعة العربية فكانت تضطلع بدور المتحدث الرسمي.
وقد كان كل جانب ينظر بشكل مختلف للقضية الفلسطينية وكان يمتلك وسائل مختلفة محاولا تحقيق أهدافه.

### البنية السياسية والعسكرية الفلسطينية

#### تمثيل اللجنة العربية العليا

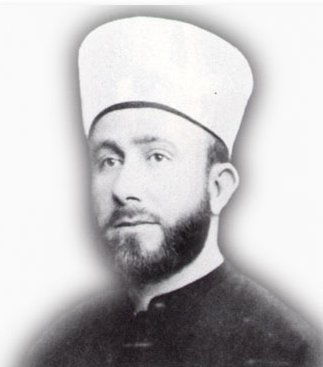
المفتى الحاج أمين الحسينى

كانت البنية السياسية الفلسطينية في تلك الفترة ذات طبيعة مزدوجة: ففضلا عن الإقطاع الزراعي القائم على العشائر، كانت العشرات من العائلات الكبيرة المجتمعة في «عيان» تقوم بإدارة المراكز الحضرية. وكانت تلك العائلات تجمع ممثلي الطبقة الحاكمة في المجتمع العربي الفلسطيني (ملاك الأراضى، السياسيين، القضاة، التجار، رؤساء البلديات، كبار الموظفين، والزعماء الدينيين، الخ ..). إلا أنها كانت تجتمع حول اثنين من الفصائل الرئيسة والمتنافسة: آل النشاشيبى وآل الحسينى.
وقد انطلقت القومية العربية الفلسطينية بدعم من الحسينيين خاصة أثناء الثورة الكبرى 1936-1939. إلا أن البريطانيين قاموا بقمع هذه الثورة بضراوة بالتعاون مع الصهاينة وال النشاشيبي ؛ ولم تتساوَ قط الحركة القومية مع الحركة القومية الصهيونية . ومنذ ذلك الوقت، استطاع الحسينيون الذين تجمعوا في اللجنة العربية العليا وعلى رأسهم مفتي القدس الأكبر، الحاج أمين الحسينى، بالتقدم على آل النشاشيبي.
وفي عام 1947 لم تتم الموافقة بالإجماع على المفتى ولم يتم الاعتراف بسلطته في كل مكان . وبالإضافة إلى ذلك، فإنه لم يكن قد تمكن بعد من تنظيم حركة التناوب لضمان بنية وطنية حقيقية خارج التجمعات الكبرى. وعلى المستوى المحلى، فقد كانت ((اللجان الوطنية)) تعمل معظم الوقت بشكل مستقل.
وعلى الرغم من أن نوايا اللجنة العربية العليا كانت واضحة ومعارضة للدخول في أي مفاوضات مع اليشوب، فإن السلطات المحلية كانت تتفاوض في أغلب الأحيان مع السلطات الصهيونية بشأن اتفاقات منفصلة.
و قد أعلنت اللجنة العربية العليا من جانبها بكل وضوح أنها ضد تقسيم فلسطين وقيام دولة يهودية، وأنها ستعارض ذلك بكل الوسائل، بما في ذلك استخدام العنف.
وفي الواقع، فقد تخلت الطبقة السياسية عن مسؤولياتها. «ففي يوليو 1947، لم يتبق في فلسطين سوى ثلاثة أعضاء من أصل اثنى عشر عضوا في اللجنة العربية العليا.وكان الأعضاء الأخرون يقيمون في دمشق بينما كان المفتي الحاج أمين الحسيني، رئيس الحركة، في القاهرة. وقد منعه البريطانيون من العودة إلى فلسطينن وعلى الرغم من أن هذا الحظر اقتصر على منطقة القدس، فإن الحاج أمين الحسيني لم يقم قط بزيارة مدن وقرى فلسطين الخاضعة للانتداب». وقد كان أيضا معظم الحكام المحليين أول من يترك البلاد بمجرد اندلاع العنف.
كذلك لم يتم الاعتراف دوليا بالمفتي؛ حيث أصبح البريطانيون يعتدونه عدوا لهم لاسيما عقب تورطه في الثورة الكبرى. وكما أن تعاونه مع النظام النازي خلال الحرب العالمية الثانية لم يكسبه أي تعاطف دولي. (انظر على سبيل التوضيح هذا الكاريكاتير الذي نشرته صحيفة نيويورك تايمز بتاريخ 16 مايو 1948 وهو يحمل تعليقا: أنه ليس كداتشو. أليس كذلك سيدي المفتي؟). وفي سياق الهولوكوست، فقد جعلت منه هذه العلاقات أيضا نموذجا للعدو الرمزي والأسطوري في نظر المجتمع اليهودي.
«حتى أن» حلفاءه «العرب كانوا يشكون فيه. فقد أصبح شخصا غير مرغوب فيه في القمم العربية المتتالية من أجل مكافحة خطة التقسيم». إلا أنه تمكن من فرض اثنين من ممثليه على الساحة: ابن اخيه عبد القادر الحسيني و حسن سلامة[ ؟ ] ، لكن الصراعات بين السياسيين قد ظهرت على الساحة بين لواءات الجيش.

#### جيش الجهاد المقدس

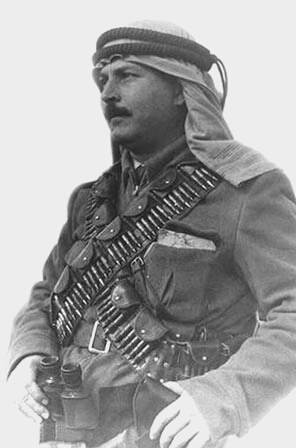
عبد القادر الحسيني

تجمعت القوات الفلسطينية في جيش الجهاد المقدس الذي لم يكن جيشاً فلسطينياً حقيقياً بل جيشاً خاصاً بالحسينيين.
و كان هذا الجيش يتكون في البداية من مئات الرجال، ثم زاد عددهم ليبلغ في نهاية مايو 1948 4,000 رجل، من بينهم العديد من الإخوان المسلمين، وقد تم تعزيزه، بعد ذلك،8,000 متطوع، كانت نسبة الفلسطينيين منهم تتراوح ما بين العشر والربع فقط.
وكان من هؤلاء المتطوعين بعض المرتزقة الأوروبيين. ففي منتصف شهر فبراير، انضم مئات من مسلمي البوسنة، الذين كانوا في الجيش الألماني (الفيرماخت), إلى العرب في حيفا وإلى قوات القيادي حسن سلامة في اللد، حيث قاموا بتدريب الفلسطينيين. وقد استقبل كذلك عبد القادر الحسيني، حوالي ثلاثين ألمانيًا وهاربًا بريطانيًا من الجيش.
و كان نشاط جيش الجهاد المقدس يتركز بصورة أساسية في حصار القدس، من خلال مهاجمة قوافل التموين القادمة من تل أبيب؛ وأيضًا في حصار المستوطنات اليهودية في منطقة النقب.
إلا أن«عددهم سيكون قليلا جدا وتأثيرهم ضئيلا فيما يتعلق بميزان القوى في البلاد فيما بعد».

#### القوات المحلية
تم تشكيل مليشيات محلية منذ بدء النزاع، وضمت حوالى 12,000 جندي من قدامى الجنود الفلسطينيين في الجيش البريطانى، وأعضاء المنظمات شبه العسكرية التي تم تأسيسها قبل الحرب، مثل (النجادة و الفتوة)، كما ضمت ضباط شرطة سابقين أو جنود هاربين من قوات حدودية في جيش شرقي الأردن. وعلى الرغم من ارتفاع عددهم ليتراوح بين 11,000 و 12,000 جندى، في الأراضى الفلسطينية كلها، إلا أن دورهم في الصراع ظل محدوداً وسلبياً ·  · .

#### التسليح
واجه العرب الفلسطينيون المشكلة ذاتها التي تعرض لها اليهود، فأثناء التمرد الذي حدث بين عامي 1936 و 1939، قام البريطانيون بمصادرة كمية كبيرة من الأسلحة التي كان يمتلكها العرب. لكن عندما قام الشاى (جهاز مخابرات ومراقبة) عام 1942 بإحصاء الأسلحة التي يمتلكها العرب الفلسطينيون أشار إلى أن عددها يبلغ 50 000 قطعة من الأسلحة النارية. وقد ارتفع مرة أخرى هذا «التقدير المبالغ فيه بشدة» بعد الحرب، عقب التقارير الخاصة بسرقة معسكرات الجيش وشراء الأسلحة في البلاد العربية المجاورة.
وكما فعل اليهود، فقد استطاع العرب التسلح من خلال سرقة الأسلحة والذخائر وقطع الغيارمن المخازن البريطانية أو من خلال سرقة حمولة شاحنة من الأسلحة بتورط بعض البريطانيين . وفي الرابع عشر من ديسمبر عام 1947، قام مقاتلون عرب بسرقة أربعمائة بندقية ومدفع رشاش ومخزون كبير من الذخائر من مستودعات مساعدي الشرطة في مدينة الرملة. إلا أن هذه الأساليب كانت محدودة حيث لم توفر لهم مخزوناً كافياً من الأسلحة اللازمة لخوض الحرب.
و باختصار فقد ترتب على ذلك أن القيادة الفلسطينية لم تمتلك بشكل واضح الوسائل اللازمة لتحقيق طموحاتها. «فهى لا تتمتع بقوة عسكرية حقيقية (...), وليس لديها أي فرصة للتغلب على اليهود لافتقارها الدعم الخارجي».

### الملك عبد الله الأول، ملك المملكة الأردنية الهاشمية

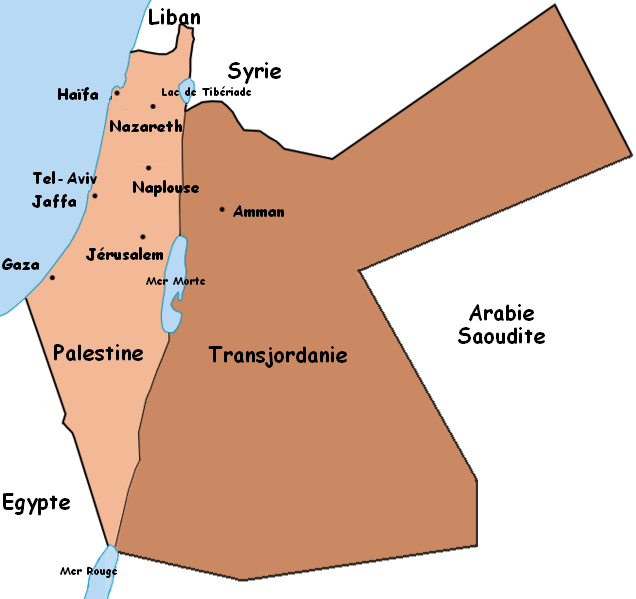
خريطة فلسطين وإمارة شرق الأردن (1922 - 1948)

كانت الأردن دولة صغيرة يقدر عدد سكانها بأقل من 500,000 مواطن، إلا أن الهاشميين كانوا دائما موالين للبريطانيين وأقوى حلفائهم في الشرق الأوسط.

#### لمحه تاريخية
أنشأ البريطانيون، عقب الانتداب على فلسطين، إمارة شرقي الأردن في شهر سبتمبر 1922 (وقد حصلت على الاستقلال في عام 1946).
كان العاهل الأردني الملك عبد الله الأول ملك الأردن الابن الثالث لشريف مكة الحسين بن علي الذي قام بتنظيم الثورة العربية ضد الأتراك؛ وكان قد حصل على وعد من مكماهون بالاستقلال العربي على الأراضي التي سيتم تحريرها.
وقد قام البريطانيون بتقسيم أراضي الانتداب جغرافياً وكانوا يرغبون بذلك في الوفاء بوعودهم مع بن علي؛ وذلك عن طريق قصر الهجرة الصهيونية في منطقة غرب نهر الأردن
وأثناء الحرب العالمية الثانية، حاربت قوات الجيش الأردني جنبا الي جنب مع البريطانيين وضمنت لهم سيادتهم في المنطقة.
وكانت إمارة شرقي الأردن تلقى دعماً من Foreign Office وزارة الخارجية البريطانية ووزيرها ارنست بيفن.

#### سياسة

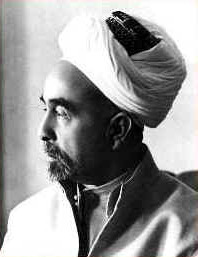
عبد الله الأول ملك الأردن

كان الملك عبد الله الأول حليفا لآل النشاشيبي مما جعل أمين الحسيني في فلسطين عدوا له. ولكن اختلاف الأهداف السياسية، على وجه الخصوص، لكل منهما هو ما أدى بعد ذلك إلى المواجهة بينهما.
وقد أفصح الملك عبد الله لوزارة الخارجية البريطانية عن طموحه في إنشاء «سوريا العظمى» التي تضم تحت وصايتها سوريا ولبنان وفلسطين والأردن. ومن ثم فقد أصبح المفتي عدوه الحقيقي بمشروعه الخاص بإقامة دولة فلسطين المستقلة.
«و كان من الطبيعي أن يتقرب الملك عبد الله من السلطات الصهيونية، منذ ثورة فلسطين الكبرى، وقد دفعه إلى ذلك عدم معاداته السامية مما جعله مختلفاً عن الكثير من الزعماء العرب في تلك الحقبة؛ وكذلك المصالح المشتركة مع الصهيونيون لمناهضة الحركة القومية الفلسطينية».
وفي نوفمبر 1947، وقبل أيام قليلة من تصويت منظمة الأمم المتحدة على خطة التقسيم، أكد الملك عبد الله لجولدا مائير مساندة القضية الصهيونية وذلك من خلال مقابلة سرية بينهما في أحد محطات توليد الكهرباء اليهودية بالأردن. وقد أبدى الملك عبد الله موافقته على خطة التقسيم وصرح أنه إذا صوتت الأمم المتحدة على هذا القرار، فإنه سيقوم بضم الأراضي التي سيتم منحها للعرب ·  ويبدو أن نوايا الملك عبد الله لم تكن واضحة للقادة العرب الآخرين.

## الفيلق العربي

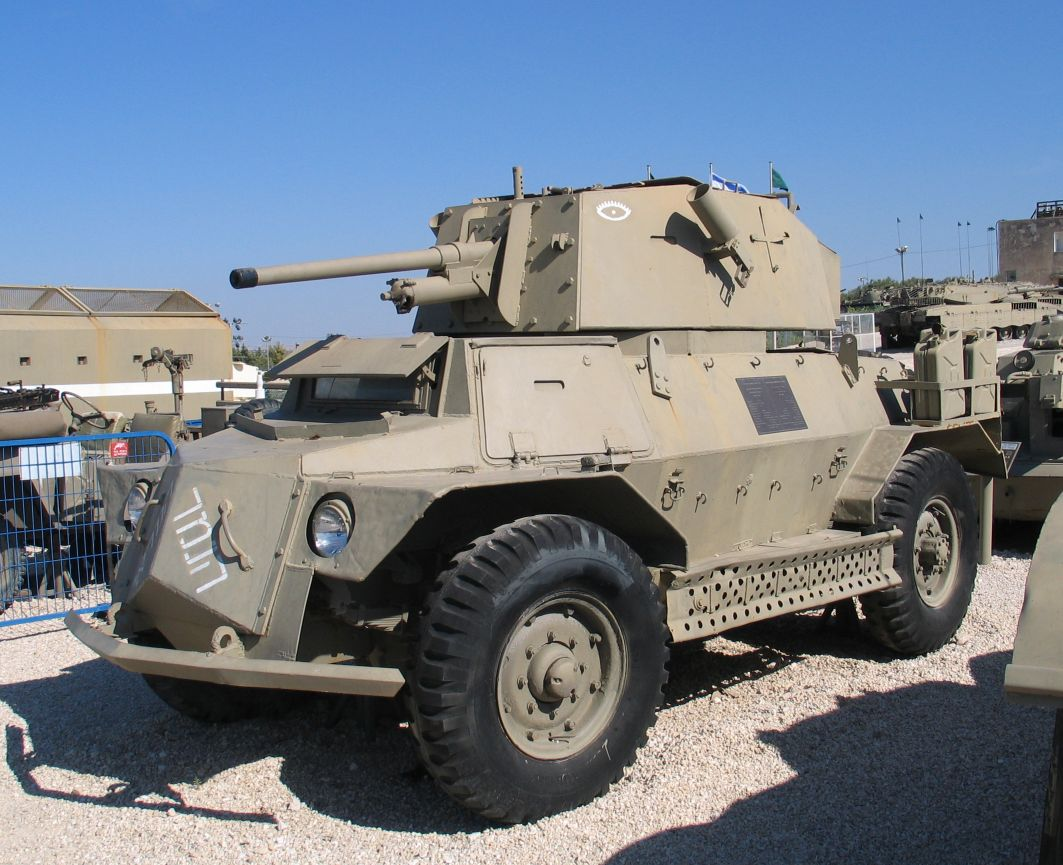
مدرعة أردنية (متحف اللطرون).

بفضل الدعم البريطاني، امتلكت المملكة الأردنية الهاشمية الجيش الأحدث في الشرق الأوسط، مما أعطى الملك عبد الله الأول الوسائل اللازمة لتطبيق سياسته.
في بادئ الأمر، كان الجيش الأردني، بين كل الأطراف الرئيسة، هو الجيش الوحيد الذي اكتسب خبرة قتالية من خلال مشاركته، عام 1941، في الحملات البريطانية على العراق وسوريا.
وفي وقت شن هذه الحملات، كان الجيش الأردني يضم ما بين ثمانية آلاف وعشرة آلاف فرد. وفي بداية 1948، تم تعزيزه بما يقرب من ثلاثة آلاف فرد آخرين، نتيجة ضم القوات الحدودية الأردنية بعد تفكيكها. وفي مايو 1949، وصل عدد الجنود إلى 14 ألف جندي. وقد تم تجهيز الجيش وتدريبه وتعيين عدد من الضباط البريطانيين لقيادته يتراوح عددهم ما بين 37 و 75 ضابطا، كان على رأسهم الضابط الشهير جلوب باشا. وكان هذا الجيش هو القوة الشرطية للانتداب البريطاني في فلسطين، وكان يمتلك بعض الحاميات في البلاد، ظلت حتى رحيل البريطانيين. وفي الواقع، استمر وجود هذه الحاميات في منطقة الخليل حتى الخامس عشر من مايو.
يشير أستاذ التاريخ إفرايم كارش، أن الفيلق العربي كان مكونا من أربع فرق مشاة[ ؟ ] ميكانيكي مزودة بعدد 75 عربة مدرعة، و40 قطعة مدفعية موزعة على أربع كتائب، والعديد من سرايا المدفعية. ووفقا لما ذكره المؤرخ الإسرائيلي بيني موريس، فإن الفيلق كان مكونا من ثلاثة فرق تضم كل منها لوائين وكتيبة مدفعية «على درجة عالية من الحرفية». كما أشار إلى أن هذا الفيلق لم يكن يمتلك سلاح طيران.
أما عن العربات المدرعة، فهي من نوع المدرعات الخفيفة من طراز مارمون هرينجتون، ومزودة تحديدا بمدفع مضاد للدبابات عيار 40 ملم، قادر على إطلاق قذائف زنة كيلو غراما واحدا بمعدل حوالي 15 طلقة في الدقيقة، وقادر على اختراق مصفحات سمكها 35 ملم على مدى 1000 م. وعلى سبيل المقارنة، فإن العربات المدرعة المصنعة يدويا والمستخدمة من جانب الهاجاناه، كانت مزودة بدرع مزدوج سمكه 4×2 ملم. هذا إلى جانب، عربات الاستطلاع طراز اوتر الكندي، وتعزيز الكتائب بالمدفعية بواسطة المدافع الجبلية طراز هويتزار 3,7 بوصة القادرة على إطلاق قذائف وزن 20 كيلوجرام على مدى 5,5 كم.

## المملكة العراقية
إبان هذا الصراع، كان يبلغ عدد سكان العراق حوالي خمسة ملايين نسمة. وقد وضعت بريطانيا الأسرة الهاشمية على رأس الدولة، وقد حاولت هذه الأسرة فرض قبضة سياسية قوية. وشهدت البلاد في ذلك الوقت، أسوأ وضع داخلي عرفته دول الشرق الأوسط فالأوضاع الاجتماعية والاقتصادية كانت متردية (فقد ارتفع معدل الوفيات، على سبيل المثال، عشرة أضعاف عنه في الدول الصناعية في ذلك الوقت) وشهدت البلاد تمرد الأكراد، ولكن تم إجهاضه، هذا إلى جانب الصراعات السياسية الدينية بين العرب السنة (وهم أقلية) في السلطة، وبين الأغلبية الشيعية.
كانت الاضطرابات في فلسطين تمثل إشكالية كبيرة للعراق حتى أن المصدر الرئيس للدخل في البلاد، وهو البترول، أصبح معتمدا على خط الأنابيب المؤدي إلى حيفا. وفي الواقع، تسبب إغلاق ذلك الخط في أزمة اقتصادية حادة عقب انتهاء الحرب.
كان الموقف العراقي حول فلسطين متضاربا. فقبل الحرب، كان الحكام العراقيون من بين أوائل الدول العربية التي حثت على«القيام بتدخل عسكري منسق بين الدول العربية في فلسطين». ولكن على الرغم من أن الوحدات العراقية كانت ستشكل أكبر تمثيل في هذه الحرب، فانها لم تقم بمهمة كبيرة سوى اتخاذ مواقع دفاعية في الضفة الغربية، حتى أن «الوزراء العراقيين الذين أصروا مرارا وتكرارا على فرض حظر تجاري وبترولي على الدول الغربية الموالية للتقسيم، لم يقوموا بأي إجراء لتنفيذ هذه القرارات.».
وتحت الضغط الشعبي، أرسلت العراق واحدة من أكبر الوحدات العربية في فلسطين.
بلغت القوات العسكرية ما يقرب من 40 ألف فرد، مجهزين ومنظمين ومدربين يشكل جيد نسبيا. وكانت تلك القوات مكونة من ثلاث فرق معززة بكتيبة مزودة بعدد من 15 إلى 20 دبابة، و 200 عربة مدرعة، وما بين 70 و 80 قطعة مدفعية. كما كانت القوات العراقية تمتلك سلاحا جويا مكونا من 80 طائرة نصفهم طائرات مقاتلة.
ولم تتورط كل هذه القوات في الصراع، فقد كانت المشاركة العراقية الأولى مكونة من ثلاثة آلاف فرد، ارتفع عددها ليصل إلى 20 ألف فرد في نهاية 1948.

## الأوضاع العربية بشكل عام

### مصر

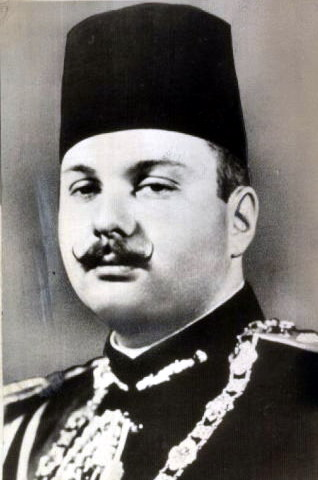
الملك فاروق

إبان الأحداث، كانت مصر مملكة دستورية يبلغ تعداد سكانها حوالي 20 مليون نسمة. وكانت قد حصلت للتو على استقلالها (في عام 1936)، وتتمتع في الأمم المتحدة بصفة دولة كاملة العضوية مثل دول حلفاء الحرب العالمية الثانية.
وقد كانت تسيطر على السياسة المصرية القضايا المتعلقة بالقومية العربية التي هزت الشرق الأوسط منذ نهاية الثلاثينيات. فقد شهدت البلاد نزاعا دبلوماسيا وسياسيا مع بريطانيا حول قضية جنوب وادى النيل (السودان)، وحول قضية وجود القوات والقواعد البريطانية على أراضيها. وفي الثامن من يوليو 1947، أحيلت القضية لمجلس الأمن التابع للأمم المتحدة.
وعلى الصعيد الداخلي، كان على الحكومة المصرية آنذاك مواجهة لإخوان المسلمين، وكذلك الضغط الشعبي الموالي للقضية الفلسطينية.
فكانت مصر -بالطبع- داعمة للقضية الفلسطينية، ولاسيما أن المفتى العام لفلسطين كان قد طلب اللجوء إلى القاهرة، لكنها كانت في الأساس تتصدى لأطماع الملك عبد الله في فلسطين[بحاجة لمصدر]. وفي ذلك الوقت مصر لم تكن مجهزة لخوض الحرب أو المواجهة العسكرية لخطة التقسيم، ولم تكن تتأهب لأي تدخل. وقد ظلت القوات في حالة الاحتياط للحفاظ على الأمن الداخلي فقط، والإبقاء على قنوات الإتصال.
وكان رئيس الأركان المصري في ذلك الوقت محل ثقة. ففي مباحثات له مع الملك فاروق، شهد بأن الجيش المصري على إستعداد تام للقتال، مؤكدا أنه لن يكون هناك حرب مع اليهود، وأنه سيكون مجرد استعراض للقوة دون أدنى تعرض للمخاطر، وأن جيشنا سيصل إلى تل ابيب في أقل من أسبوعين" في حين أنه في الواقع، لم يكن الجيش مستعدا، ولم يكن يمتلك حتى خرائط لفلسطين.
كانت مصر تمتلك جيشا نظاميا يتراوح عدده ما بين 35 ألف و 45 ألف فرد · ، قام بإعداده البريطانيون. ومع ذلك، وفقا لما ذكره شهد بأن ، فإن الجيش المصري يمتلك إمكانات فقيرة «ولا يمكن جديا اعتباره قوة غزو»..
وكانت فرق الجيش المصري مقسمة إلى ثلاثة ألوية مشاه، ولواء مدرع يضم حوالي 50 دبابة، وثلاث كتائب مدفعية مجهزة بمدافع هتزيوار طراز 65. كما كان يمتلك سلاحا جويا مقسما إلى خمسة أسراب يضم قاذفات عدد : 12 طراز Spitfire LF9 , و 8 طراز Spitfire V, و 9 طراز Anson, و 7 طراز C-47, و 12 طراز Harvard، و 2 طراز Dove، و 10 طرازMagister، و 10 قاذفات قديمة طراز Westland Lysenders تستخدم لشن الهجمات على الأرض والتواصل مع مراكز القيادة. هذا بالإضافة إلى طائرات عديدة من جميع الأنواع، ولكن ليست مقاتلة..
وقبل الرابع عشر من مايو عام 1948 بأيام قليلة، أصدر الملك فاروق[ ؟ ] أوامره بمشاركة مصر في الحرب دون استشارة حكومته، فقد أصدر أوامره مباشرة إلى قيادات الجيش. وكانت القوة المصرية تضم بشكل أساسى ستة آلاف فرداٍ مقسمين إلى لواءين، إلى جانب العديد من الوحدات المتطوعة التي يبلغ عددها ألفي فردٍ، فارتفع بذلك، إجمالي عدد القوات المصرية، وقت العملية يوآف، إلى 22 ألف فرد.

### سوريا، ولبنان، والسعودية

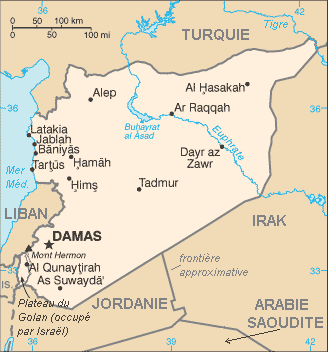
خريطة سوريا ولبنان

كان تعداد سوريا، في ذلك الوقت، يبلغ 3 ملايين نسمة، وكانت قد حصلت على استٌقلالها في السابع عشر من شهر يوليو عام 1946 عقب انتهاء الانتداب الفرنسي. وكان الوضع في مصر وسوريا متشابهاً إلى حدٍ كبير فقد كانت السياسة الداخلية بسوريا يغلب عليها القضايا المتعلقة بحركة القومية العربية، إلا أنها كانت ترتاب بشكلٍ واضح من الأهداف التوسعية للأسرة الهاشمية سواء تجاه فلسطين أو تجاه سوريا نفسها. وكان رئيسها شكري القوتلي مقربًا للنظام في السعودية وكذلك أمين الحسيني، كما كان ينتمى لتيار القومية العربية المناهض للأسرة الهاشمية.
قررت سوريا التدخل في النزاع، وكان تورطها يتسم بطابع خاص، حيث أقامت على أراضيها، في ضواحي دمشق، معسكرات لتدريب قوات جيش التحرير العربي واستخدمت وضعها بصفتها دولة ذات سيادة لشراء الأسلحة من السوق الدولي.
أما لبنان، فقد بلغ عدد سكانها، في ذلك الوقت، ما يقرب من 1.2 مليون نسمة، وكان تعداد السعودية أقل من نصف مليون نسمة، وقد اشترك كل منهما في النزاع في إطار التزاماتهما العربية، ولكن نظرًا لصغر عدد جيوشهما لم يضطلعا سوى بدورٍ ثانوي.
كان لفرنسا الفضل في تكوين جيش كل من سوريا ولبنان إبان فترة الحماية[ ؟ ] على تلك المنطقة، ولم تكن تلك الجيوش في ذلك الوقت على درجة كبيرة من التقدم، فقد بلغ إجمالي عدد الجيش اللبناني حوالي 3500 فرد موزعين على أربعة ألوية مشاه فرقة ميكانيكا، معزز بوحدات من سلاح الفرسان وببعض قطع المدفعية .
أما القوات السورية، فقد بلغ إجمالى عددها حوالي 10000 فرد، إلا أنها كانت تمر بمرحلة انتقالية تحولت فيها من تنظيم قديم على هيئة قوات الحرس الوطنى (الدرك) وسلاح الفرسان، إلى تكوين فرقة[ ؟ ] مشاة[ ؟ ].بيد أن القدرة القتالية كانت نتيجة لذللك لوائين فقط من الألوية الثلاثة.
و كانت القوات السورية معززة بكتيبة ميكانيكا تتألف من دبابات (قديمة) من طراز فرنسي وعشرين طائرة تدريب تم تحويلها إلى طائرات قاذفة ومقاتلة. كما أرسلت سوريا لواء[ ؟ ] من المشاة معززًا بسرية[ ؟ ] من الدبابات وبسريتين من العربات المدرعة وأربعة وعشرين قطعة مدفعية، وحوالى خمسة ألاف فرد. وفي العاشر من مايو، أعلنت الحكومة اللبنانية عدم مشاركتها في العمليات العسكرية، مما أرغم القادة السوريين والعراقيين علي إعادة النظر في خططهم. أما السعودية فقد أرسلت فرقة مكونة من 800 رجل مقسمين إلى ثلاث كتائب تمركزت في العقبة للانضمام إلى القوات المصرية خلال الهجوم.

### جامعة الدول العربية

#### قوة كامنة
تم إنشاء جامعة الدول العربية في 22 مارس 1945 في إطار تيار القومية العربية. وكانت تضم في البداية كلاًّ من مصر والعراق وسوريا والأردن ولبنان واليمن والسعودية بهدف مشترك، وهو الدفاع عن مصالح العرب على الصعيد العالمي. وكان الأمين العام للجامعة العربية في ذلك الوقت مصريًا وهو عبد الرحمن حسن عزام الملقب بعزام باشا.
ووفقا لما ذكره لبيير وكولينز «إن القوة الكامنة التي تمثلها الجامعة العربية كانت هائلة، فهذه الدول السبعة معاً كانت تحكم 45000,000 نسمة من بينها جالية يهودية كبيرة، على مساحة شاسعة تبلغ 500,000 كم مربع، أي أنها كيان أكثر كثافة من حيث السكان بنحو 30 مرة وأكثر اتساعاً من فلسطين بنحو 200 مرة.»
وتحت هذه المساحة الصحراوية الشاسعة كان يوجد أكبر احتياطي للبترول في العالم. وكانت هذه الدول تتحكم في خمسة جيوش نظامية، من بينها ثلاثة جيوش من الصعب تجاهل قوتها، وهي جيش الأردن ومصر والعراق. ووفقا لما ذكرته أجهزة المخابرات اليهودية، في ذلك العصر، وصل إجمالي القوات العسكرية لأعضاء الجامعة العربية إلى 165000 جندي، بالإضافة إلى ميزانية عسكرية تصل إلى 28 مليون جنية استرليني. "فإذا كان قد تم الدفع بتلك القوة كلية، على الرغم من تشاؤم الإنجليز حول قوتها القتالية، فربما كانت وجهت الحرب لغير صالح اليهود، على عكس ما حدث بالفعل." إلا أن صورة هذة القدرة وهذه الوحدة كانت تخفي، في الحقيقة، شقاقًا داخليًا واضحًا في العلاقات التي تربط بين أعضاء الجامعة. "

#### الجانب السياسي
كانت جامعة الدول العربية معنية بشكل مباشر بالملف الذي أخذته على عاتقها منذ 1964 عندما تحدثت باسم الشعب الفلسطيني أمام اللجان التي تم إنشاؤها، وكذلك أمام الوفود الصهيونية. وكانت أولى الخطوات الفعلية لهذه المنظمة هي إعلان دعم العرب العام للقضية الفلسطينية. وكان لكل قائد من القادة العرب أفكاره الخاصة حول استغلال أفضل السبل لدعم هذه القضية، وفي أغلب الأحيان كانت هذه الفكرة تتمحور حول استغلال الفرص لخدمة مصالح هؤلاء القادة أو على الأقل لخدمة بلادهم.
وقد قررت الجامعة التصدى لخطة التقسيم ونصت مذكرة التفاهم، إبان اجتماع الجامعة العربية في القاهرة في ديسمبر 1947، على أن «الجامعة العربية ملتزمة بمنع قيام دولة يهودية وحماية وحدة فلسطين باعتبارها دولة عربية موحدة ومستقلة». وفي واقع الأمر، كانت تصريحات الجامعة العربية في الأساس تصريحات طنانة. فبعد أسبوع كامل من الجدل، لم تتمكن من الوصول للرغبة المشتركة واللازمة التي يحتاجها العرب لتنفيذ مثل هذا القرار. وهذا السيل من البيانات المشتعلة التي كانت تصدر عن الجامعة، يوما بعد يوم، عن نواياها الحربية، ظلت حبيسة الكلمات البلاغية.
وفي 16 سبتمبر 1947، صرح عزام باشا، أمين الجامعة العربية، في اجتماع بينه وبين ممثلي الوكالة اليهودية قائلا : «إن العالم العربي ليس على استعداد الآن لتقديم حلول وسط. فمن الممكن يا سيد هورويتز أن تكون خطتكم رشيدة ومنطقية، ولكن مصير الأمم لا يتم تقريره وفقًا لمعايير منطقية ورشيدة، فلأمم لاتتنازل أبدا، بل تحارب، ولن تحصلوا على شيء من خلال السلام أو الحلول الوسط، وربما تحصلوا على شيء، ولكن -فقط- من خلال قوة السلاح. سنحاول قتالكم، ولست متأكدا من نجاحنا ولكننا سنحاول. لقد استطعنا التخلص من الصليبيين، ولكن في المقابل، خسرنا إسبانيا وبلاد فارس وربما نفقد فلسطين، ولكن الآن تأخر الوقت للحديث عن الحلول السلمية».

#### جيش الإنقاذ العربي
قررت جامعة الدول العربية تمويل جيش من المتطوعين وتدريبه للقتال في فلسطين. وقد صدقت مذكرة التفاهم في القاهرة على قرار إمداد الجيش ب 10,000 بندقية و 3,000 متطوع ومليون جنيه إسترليني للسماح باندلاع فوري لعمليات حرب العصابات في فلسطين.
وبهذا الشكل تم إنشاء جيش التحرير العربي بقيادة فوزي القواكجي، بطل الكفاح من أجل الاستقلال العربي الذي شارك بالطبع في ثورة فلسطين ما بين 1937ـ1938 إلى جانب أسرة النشاشيبي[ ؟ ]، مما جعل منه مرشحاً من جانب المملكة الهاشمية وعدواً للأسرة الحسينية، لكنه كان مقربا من النظام السوري، حيث كان يطمح في الحصول على منصب وزير الدفاع.
ففي مقابلة مع جوشوا بالمون رئيس القسم العربي لللاهوت اليهودي (دعت) قال القاوقجي: «لا أبالى بقتالكم ضد عبد القادر. آمل ان تلقنوه درسا جيدا. ولا ينبغي له ان يعتمد على دعمى.»

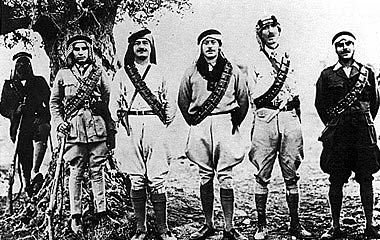
فوزي القاوقجي en فوزي القاوقجي عام 1936
(الثالث من اليمين)

دخل جيش الإنقاذ وجيش الجهاد المقدس «في صدام بدلا من النضال معا». ووصلت الاشتباكات إلى مداها في مارس 1948، تحديدا في الوقت الذي أضحت فيه وحدة العمل ضرورة ملحة وباءت فيه كل محاولات الوساطة من جانب الجامعة العربية بالفشل. وفي النهاية، عُهد الشمال لفوزي القاوقجي وتولى عبد القادر الحسيني منطقة القدس وحسن سلامة[ ؟ ] قطاع اللد والرملة، مما أدى إلى تخفيف ضغط تمركز اليهود في وسط فلسطين. أما النقب، فقد كانت تقع على عاتق العقيد المصري طارق بك.
و قد تم إقامة مقر قيادة جيش التحرير العربي في دمشق وذلك من أجل الإمداد والتموين والخدمات اللوجستية. وكان الإشراف على العمليات(p. 58) لجنة عسكرية برئاسة اللواء العراقي المتقاعد إسماعيل صفوت. أما على المستوى الميداني، فقد كان عديد من الضباط السوريين يقومون بتأمين قيادة مختلف الكتائب.
ينتمي المتطوعون في الجيش إلي أصول متباينة، فمنهم ضباط سابقون وطلاب ومسئولون حكوميون ومزارعون ... هذا فضلا عن السوريين واللبنانيين والعراقيين وعناصر من شرق الأردن والإخوان المسلمين من مصـر .
كما كان الجيش يضم بعض اليوغوسلاف والألمان والأتراك وأيضاً البريطانيين الهاربين من الخدمة.
يبلغ تعداد جيش الإنقاذ ما يقرب من 10,000 فرد. وقبل الخامس عشر من مايو ، كـان تدخل الجيش بشكل رئيس في شمال فلسطين : حيث يعمل من 3,000 إلي 4,000 في السامرة، و 1,000 مقسمين إلى مجموعات صغيرة لحرب العصابات في الجليل، ومن 200 إلى 300 في حيفا، و 200 في يافا، وحوالي 700 في القدس و 100 في منطقة غزة.
وقد كان وصف المؤرخين الجدد للجيش بأنه سيئ التجهيز والتدريب وجيش غير نظامي. وذلك على عكس ما ذكرته التقارير البريطانية في هذا الوقت والتي أشارت إلى جودة التدريب والتجهيز للجيش، لاسيما فيما يتعلق بالنقل الميكانيكي.
ووفقا لما ذكره كل من لابيير وكولينز، «على خلاف الفلسطينيين، كان هؤلاء المتطوعين يمتلكون تسليحا مناسبا. بيد أن وسائل الاتصال والنقل كانت لاتزال بدائية (…).
أما بالنسبة للتمويل (…)، فقد ترك القواقجى الجيش العربى يعيش يأخذ من سرقة المستوطنات اليهودية. أما كون مخزون الأدوية لا يحتوي إلا على بعض الملينات وأقراص الأسبرين، فهذا الأمر لم يكن يقلقه. فهو لم يكن يتوقع حملة طويلة الأجل ولا خسائر فادحة.»

## الانسحاب البريطاني

### الوضع الدولي
كانت الإمبراطورية البريطانية تعاني أزمة طاحنة عقب استقلال الهند وباكستان وضعف نفوذها في الشرق الأوسط. كما واجهت العديد من المشكلات مع السلطات المصرية التي قامت برفع الدعوة القضائية ضد قواعدها العسكرية إلى الأمم المتحدة. وأخيرا، أفسدت القضية الفلسطينية العلاقات بين الإمبراطورية والولايات المتحدة التي كان دعمها ضروريا للحفاظ على مستوى معيشة البريطانيين في الفترة العصيبة التي تلت الحرب العالمية.

### السياسة المحلية

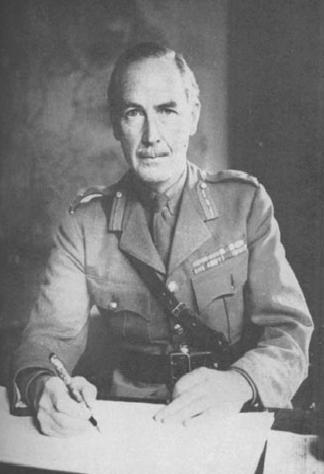
المندوب السامي البريطاني في فلسطين آلان كانينجهام

على المستوى المحلي الفلسطيني، اقترح البريطانيون العديد من الخطط للتوصل لحل لهذه المشكلة لكن دون جدوى. ففي الواقع، كانت التكلفة الإقتصادية لبقائهم في فلسطين باهظة، سواء للحفاظ على الأمن، أو لإدارة البلاد. إلا أن الرأي العام في بريطانيا لم يتقبل بسهولة سقوط العديد من الضحايا جراء الهجوم الذي كانت تشنه عليهم الجماعات الصهيونية اليمينية المتطرفة. وفي النهاية لم تكن لندن ترغب في أن يتولى أمين الحسيني السلطة في فلسطين.
واتجهت المملكة المتحدة للعب بآخر ورقة لديها، وهي اللجوء لحليفها في الشرق الأوسط الملك عبد الله الأول ملك الأردن.
إن حل تقسيم الأراضي الفلسطينية بين الصهاينة والمملكة الهاشمية، كانت لجنة بيل قد سبقت إقتراحه عام 1937. «وقد تبنت هذه اللجنة حل الملك عبد الله في العديد من الجوانب. وصفته صحيفة فلسطينية تصدر في يافا بمشروع «الأردن الكبرى» وهو مصطلح تبنته لاحقا وزارة الخارجية البريطانية لوصف حلها الخاص بالقضية الفلسطينية».
وفي شهر سبتمبر عام 1947، لم تبد المملكة المتحدة أي أعتراض على إقتراح الملك عبد الله الأول بضم الجزء العربي في فلسطين، بيد أنها رفضت إقتراحه في ترك الفيلق العربي يدخل الأراضي الفلسطينية كي يقدم لهم العون في حفظ الأمن · . وربما كان إحتمال سقوط صحراء النقب في أيدى أحد حلفائها من أهم الموضوعات التي ستحتل محور المناقشات بينهما في المستقبل.
وفي العشرين من سبتمبر، بعد فترة قصيرة من تقديم لجنة الأمم المتحدة الخاصة بفلسطين تقريرها بشأن النتائج التي توصلت إليها بتأييد إنهاء الانتداب البريطاني على فلسطين وتقسيمها إلى دولتين، اتخذت المملكة المتحدة قرار الجلاء عن فلسطين، دون تنظيم نقل الصلاحيات بين العرب واليهود أو الأمم المتحدة. وفي السابع والعشرين من سبتمبر، تم إبلاغ الأمم المتحدة رسميًا بهذا القرار. وكان موقف بريطانيا الرسمي هو أنها لن تدعم سوى الحل الذي يقبله الطرفان. ومن ناحية أخرى، فقد منعت لجنة الأمم المتحدة المسئولة عن تنظيم انتقال السلطة من دخول فلسطين. لقد ترك جلاء بريطانيا عن فلسطين إذن وضعا مثيرا للنزاع والفوضى.
وقد لعب سفير المملكة المتحدة في عمّان والمسؤول عن الملف الدبلوماسي، سير أليك كيركبرايد، دوراً محوريا خلال المناقشات بين الأطراف العربية، بينما قام المندوب السامي البريطاني، السير آلان كانينجهام بتنظيم عملية جلاء الجنود البريطانيين عن فلسطين.

### القوات البريطانية
إبان هذه الاضطرابات، كانت بريطانيا تشكل القوة العسكرية الأولى في الشرق الأوسط إلى حد كبير.
فقد كانت تمتلك حتى في فلسطين ما يقرب من 100,000 جندي، وهو ما يعادل حوالي ضعف عدد جنود الأطراف الأخرى مجتمعين . وكانت هذه القوة مقسمة إلى وحدتين مشاة[ ؟ ] ولواءين ميكانيكا ووحدات مدفعية وكان سلاح الجو الملكي يمتلك العديد من أسراب الطائرات. وقد تم نشر الفرقة 6 المحمولة جوا (وحدة خاصة) في شمال فلسطين . وعهد للفرقة (1) مشاه بمسؤولية وسط فلسطين والمنطقة الجنوبية . كما تم نشر الفرقة 61 مشاه في النقب، بينما كانت مسؤوليةالقدس على عاتق الفرقة 8 مشاه. وقد اعتمدت القيادة البريطانية في حفظ الأمن على الجيش العربي الذي تتمركز بعض قواته في فلسطين وعلى القوات الحدودية في شرق الأردن المكونة من 3,000 جندي، وكذلك على الشرطة الفلسطينية التي تضم 4,000 بريطاني . كما كان تحصل على دعم أسطول البحر المتوسط.
وقد بلغ انتشار الجنود أوجه في يوليو 1947، بعدد 70,200 من الجنود البريطانين المرابطين في فلسطين، مع تعزيزات أفراد وصل عددها 1,277 سائق و 28,155 موظف مدني.
وقد كان لبريطانيا قوات كبيرة أيضا في مصر، تدخلت بشكل عشوائي في نهاية الحرب، فضلا عن سيطرتها فعليا على الفيلق العربي بقيادة السير جون غلوب باشا الذي كان محاطا كليا بالضباط البريطانين.

## تورط الولايات المتحدة والاتحاد السوفيتي

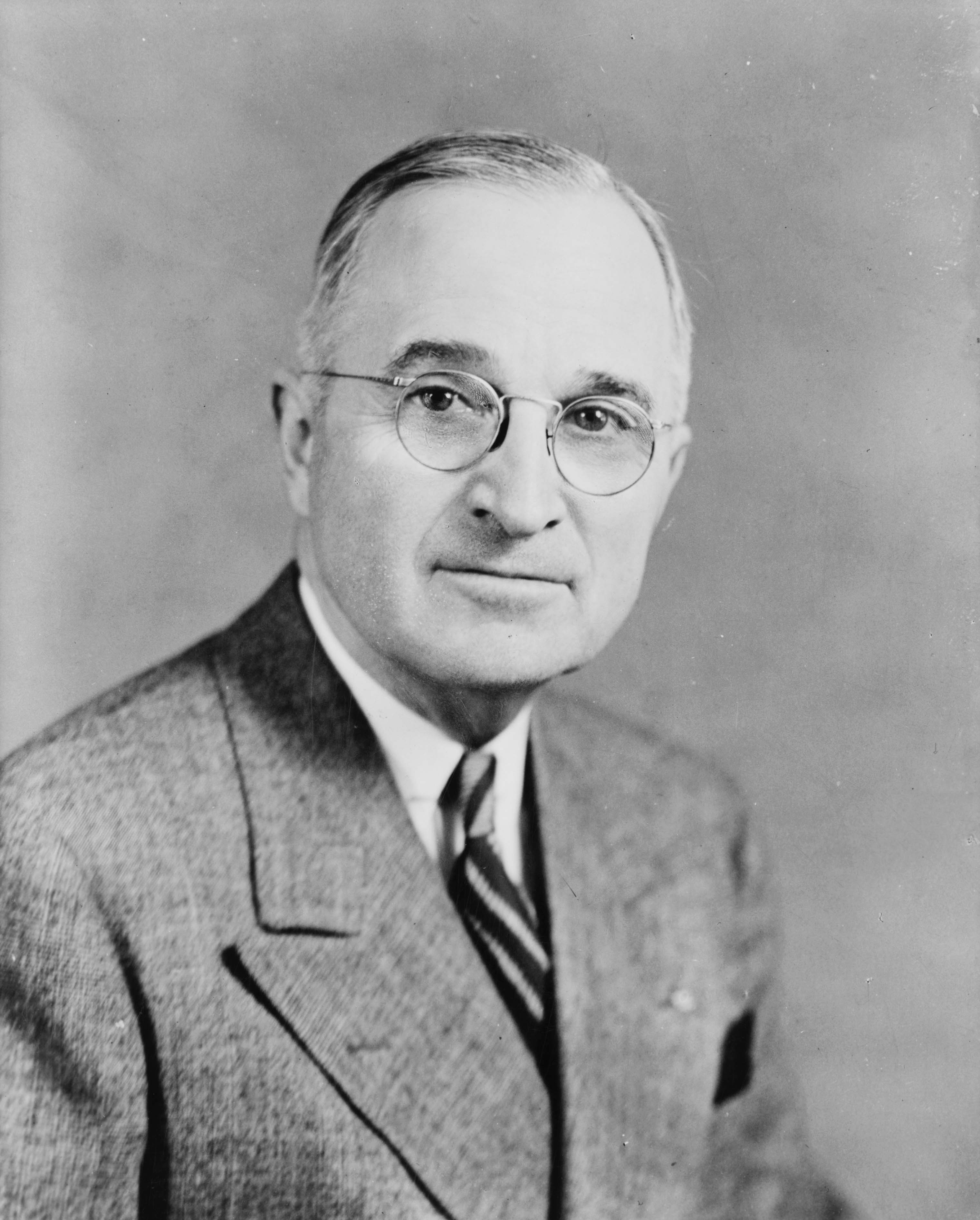
الرئيس هاري ترومان

كما كان للدولتين الكبيرتين الناشئتين عقب الحرب العالمية الثانية تأثيرا هاما في هذا الصراع.
فقد تميزت السياسة الدولية للولايات المتحدة بمعارضة الاستعمار وبضرورة السيطرة على موارد الطاقة وبصفة خاصة البترول. وفي هذا السياق، كانت وزارة الخارجية الأمريكية تمتلك جميع الأسباب لتقف في صالح العرب.
فمنذ الثلاثينيات، كان للعديد من شركات البترول الأمريكية مصالح متزايدة في الشرق الأوسط، وكانت المنافسة قوية، على هذه المنطقة، بينها وبين الشركات الفرنسية والبريطانية والهولندية. هذا فضلا على أنه كان ينظر بالطبع للحركة الصهيونية على أنها حركة استعمارية، مما كان له وقع سيئ على حركة التحرر والقومية العربية في مواجهة الاستعمار الفرنسي والبريطاني.
إلا أنه على الصعيد الداخلي، كان الرئيس ترومان يحتاج لتصويت المجتمع اليهودي في الولايات المتحدة، فقد كان يخضع لضغوط من قبل اللوبي الصهيوني. وفضلا عن ذلك، فقد تأثر بمأساة المحرقة النازية (الهولوكوست) وكان تعاطفه مع الحركة الصهيونية صادقا. فقد تدخل مرات عديدة لصالح يهود فلسطين، حتى وإن كان ذلك ضد سياسة وزاره خارجية بلاده.
وفي الوقت نفسه، شهدت السياسة السوفيتية التقليدية تحولا جذريا تجاه الصهيونية ويرجع تفسير هذا التغيير إلى الرغبة في إفشال السياسة البريطانية في الشرق الأوسط، بالإضافة إلى الأمل الكامن في أن تصبح دولة إسرائيل المستقبلية على رأس الدول الاشتراكية في الشرق الأوسط. وعلى أية حال، كان الاتحاد السوفيتي حليفا رئيسا للصهاينة في الأمم المتحدة عن طريق التصويت لصالح خطة التقسيم.
وفي إطار الاستعداد للحرب، كانت الكتلة الشرقية هي الممول الرئيس للسلاح الذي كانت تفتقره بشدة الدولة اليهودية.

## الخلاصة

### اليشوف

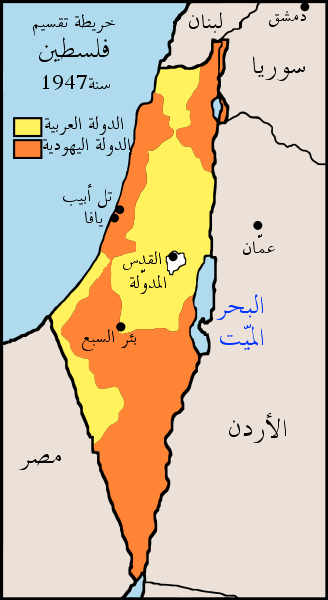
خريطة تُظهر كيفيَّة اقتراح تقسيم فلسطين بين العرب واليهود سنة 1947م- [http://domino.un.org/maps/m0103_1b.gif انظر أيضًا الخريطة التفصيلية لمنظمة الأمم المتحدة

في الثلاثين من نوفمبر عام 1947، اتحد اليشوف حول هدف مشترك وهو تنفيذ المشروع الصهيوني وتأسيس دولة يهودية في فلسطين أثناء فترة الانتداب.
ومن الجدير بالذكر، أن دافيد بن غوريون، زعيم اليشوف، كان يتمتع بقوة معترف بها على جميع الأصعدة وكانت السلطة متمركزة في شخصه. وفي مواجهة الحرب التي كانت على وشك الاندلاع، كان اليشوف قد استطاعوا بالفعل تكوين جماعة منظمة ومهيكلة ككيان دولة تلعب فيها الوكالة اليهودية دور الحكومة. وفضلًا عن ذلك، كانوا يحصلون على دعم مالي وسياسي من جانب الكثير من المنظمات الصهيونية منها المنظمة الصهيونية العالمية.
وإذا كان اليشوف يمتلك جيشًا ضعيفًا مقارنةً بجيوش الدول العربية المجاورة، وإذا كان يعاني من نقص حاد في المعدات، فقد كان بإمكانه الاعتماد على احتياطي كبير من الأفراد المدربين وعلى بعض الإجراءات التي اتخذها دافيد بن غوريون، لكي تمتلك الدولة اليهودية في المستقبل جيشًا حقيقيًا. وهكذا ظلّت القوات الصهيونية شبه العسكرية: البلماح، الهاجاناه، الإرجون واللحى متفوقة بشكل واضح على القوات الفلسطينية.
وعلى المستوى الدبلوماسي، أقامت الوكالة اليهودية علاقات جيدة مع سلطات الانتداب البريطاني وكذلك مع الولايات المتحدة، اكتسبت من خلالها دعمًا صادقًا يتمثل في شخص الرئيس هاري ترومان.

### اللجنة العربية العليا
كانت سياسة اللجنة العربية العليا واضحة منع تأسيس دولة صهيونية، وإقامة دولة عربية فلسطينية على كل الأراضي الفلسطينية.
إلا أن وضع اللجنة كان شديد الحساسية. ففي ذلك الوقت، كانت مسألة القوميات، داخل المجتمع العربي، أضعف بكثير عنها في المجتمع اليهودي. فلم يكن هناك إجماع، داخل المجتمع الفلسطيني، على أمين الحسيني مفتي فلسطين وممثل الحركة الوطنية في فلسطين ورئيس اللجنة العربية العليا. فقد كانت عائلة النشاشيبي تؤيد التقارب مع المملكة الأردنية الهاشمية. وفضلًا عن ذلك، فلم يكن أغلب القادة العرب ومن بينهم المفتي لهم وجود حتى في فلسطين.
لم يكن أمين الحسيني يمتلك سوى ميزة واحدة قوية تتمثل في ابن أخيه، عبد القادر الحسيني، الذي كان يتمتع بشخصية مؤثرة وكان يتولى قيادة جيشه، جيش الجهاد المقدس الذي كان يقتصر، في نوفمبر 1947،  على بضع مئات من المقاتلين. وفي الواقع، كانت السلطة على المستوى المحلي في قبضة «اللجان الوطنية» التي كانت تتمتع بالاستقلالية. أما إدارة القرى فكانت في يد المختار. ولم تكن القوات الفلسطينية تضم، في الإجمال، سوى بضعة آلاف من المقاتلين غير النظاميين بلا عتاد ولا تدريب. ·  · 
وعلى الصعيد الدبلوماسي، لم ترغب بريطانيا في أن يكون المفتي على رأس دولة فلسطينية · . فلم يغفروا له إذكائه للاضطرابات خلال الثورة العربية الكبرى في فلسطين أو عقده علاقات صداقة مع النازيين خلال الحرب العالمية الثانية. وقد بلورت هذه الصداقات كراهية اليهود له ولم تجذب التعاطف مع قضيته. فلم يكن يحظى بقبول من جانب «حلفاءه» العرب،  مما أعطاه، على الرغم من ذلك، بعض الدعم من جانب كل من مصر وسوريا. وأخيرًا، لم يكن هناك وفاق، على أرض الواقع، بين قائد قوات جيش الإنقاذ وعبد القادر الحسيني · .

### الأردن
يعد الأردن ثاني أكبر لاعب حقيقي في الحرب. ففي نوفمبر عام 1947، كان يمتلك أفضل جيش على الساحة وهو الفيلق العربي الذي كان يضم 10,000 فرد مقسمين إلى أربعة فرق ميكانيكية معززة بعدد 75 عربة مدرعة. وبالإضافة إلى ذلك، كانت القيادة والإعداد على عاتق بريطانيا.
كان الملك عبد الله الأول يطمح في تأسيس سوريا الكبرى، التي تضم كل من الأردن وفلسطين وسوريا ولبنان. ففي سياق خطة التقسيم، كان يطمح في ضم الجزء العربي من فلسطين ولكن نواياه تجاه اليشوف، في هذا السياق، كانت لا تزال غامضة ·  فقد كان يحظى بدعم السلطات البريطانية باعتباره حليف لها في الشرق الأوسط، أما العراق، التي كانت تحكمها الأسرة الهاشمية حليفة الملك عبد الله الأول، فقد كانت نواياها تثير ريبة البلدان العربية الأخرى الأعضاء في الجامعة العربية، لاسيما سوريا ومصر.

### البلدان العربية
باقي البلدان الأعضاء في الجامعة العربية لم تكن، في الحقيقة، مهتمة بالوضع في فلسطين، فقد كانت لديها مشاكلها الخاصة. مصر والعراق كانتا تعانيان من اضطرابات داخلية. فمصر في صراع على السلطة مع بريطانيا حول قضية السودان ووجود القواعد العسكرية على أراضيها. أما تورط سوريا فقد كان أكبر بكثير، إلا أن مواردها كانت أقل بشكل واضح. بيد أنه في إطار الوحدة العربية وفي مواجهة الرأي العام، لم تستطع تلك البلاد الوقوف مكتوفة الأيدي في مواجهة الصهيونية.
أسيئ تقدير ميزان القوى الفعلي للقوات المشاركة في الصراع الداخلي الفلسطيني. فقد كانت الدول العربية تعتمد على جيش الإنقاذ لتوفير الدعم الكافي للفلسطينيين واكتفت بالتصريحات الرنانة. إلا أن انتباهها كان موجها بشكل أساسي على طموحات الملك عبد الله الأول. كما كان يحاول إسماعيل صفوت إقناعهم بأن تدخلهم، في المعركة، من عدمه ربما يكون له تأثير فاعل في ميزان القوى.

### بريطانيا
تمثل القوات البريطانية، بعددها البالغ ما يقرب من مائة ألف جندي وبتاريخها في المنطقة، القوة العسكرية والسياسية والدبلوماسية الأولى في فلسطين. وفي الواقع، كان يتعين عليها ضمان سيادتها على فلسطين حتى الرابع عشر من مايو. وكان هدفها يكمن في مغادرة فلسطين سريعًا، بأقل عدد ممكن من الضحايا، مع الدفاع عن مصالحها المستقبلية، ومحاولة احترام الوعود بالاستقلال التي منحها بلفور للصهاينة ومكماهون للعرب. فربما كانت هذه الأهداف تتحقق لو تم تقسيم فلسطين إلى دولة يهودية وأخرى عربية وإذا قام الأردن بضم المنطقة العربية. تلك هي السياسة التي حاولت بريطانيا تبنيها في ذلك الوقت.

### الولايات المتحدة الأمريكية والاتحاد السوفيتي
لم يكن لكل من الولايات المتحدة الأمريكية والاتحاد السوفيتي قواعد إستراتيجية في منطقة الشرق الأوسط. وكان كلاهما يسعى بشكل أساسي إلى توطيد سيطرته على هذه المنطقة من خلال القنوات الدبلوماسية، بحيث يحل محل بريطانيا.
ورأى ستالين في إقامة دولة يهودية فرصة هامة لزرع قاعدة شيوعية في المنطقة. ولذلك قدم دعما كبيرا لليشوف بينما كانت الولايات المتحدة تفرض حظرًا على السلاح والمعدات سواء على اليهود أو العرب، كما كانت تمارس ضغوطًا على البريطانيين لاحترام هذا الحظر، في الوقت الذي كان السوفيت يوفرون الجزء الأكبر من الأسلحة اللازمة لليشوف ومن ثَمّ لإسرائيل.

### النتائج
إن الطموحات والنوايا والوسائل التي كانت تمتلكها العناصر الرئيسة لحرب فلسطين، ربما كانت ستتيح لها تنفيذ سياساتها بنجاح إلى حد كبير. بيد أنه، في 30 نوفمبر عام 1947، وصبيحة التصويت على خطة التقسيم، اندلعت الحرب الأهلية في فلسطين. وكان ذلك بدايةً لحرب فلسطين عام 1948.